# Heřmanov (Jindřichovice)
Heřmanov (něm. Hermannsgrün) je osada náležející k 2,5 km vzdálené obci Jindřichovice v okrese Sokolov v Karlovarském kraji.
Katastrální území o rozloze 5,76 km² se nazývá Heřmanov v Krušných horách.

## Historie
První písemná zmínka o osadě pochází z roku 1341, kdy patřila k nejdeckému hradu. Ve šlikovském urbáři se v roce 1525 evidují čtyři dvory, šest chalup a píše se i o několika mlynářích. Bylo zde panské sídlo, v němž žil až do roku 1606 Mikuláš Šlik. Osada připadla při dělení šlikovského panství v roce 1582 Jindřichovicím. V roce 1699 zde žilo 43 obyvatel, v roce 1847 zde ve 23 domech žilo 174 obyvatel.

## Obyvatelstvo
Při sčítání lidu v roce 1921 zde žilo 192 obyvatel (z toho 102 mužů) německé národnosti a římskokatolického vyznání. Podle sčítání lidu z roku 1930 měla vesnice 171 obyvatel se stejnou národnostní a náboženskou strukturou.
| Rok            | 1869 | 1880 | 1890 | 1900 | 1910 | 1921 | 1930 | 1950 | 1961 | 1970 |
| Počet obyvatel | 196  | 207  | 202  | 220  | 217  | 192  | 171  | 32   | 51   | 18   |

## Obecní správa
V letech 1869–1900 byl Heřmanov obcí v okrese Kraslice, 1910–1930 osadou obce Šindelová, 1961–1980 částí obce Jindřichovice. Od roku 1960 je součástí Jindřichovic.